# ستيف دورف
ستيف دورف (بالإنجليزية: Steve Dorff)‏ هو موزع موسيقي ومنتج أسطوانات وكاتب أغاني وعازف بيانو وملحن أمريكي، ولد في 21 أبريل 1949 في نيويورك في الولايات المتحدة.

## وصلات خارجية
- الموقع الرسمي
- ستيف دورف على موقع IMDb (الإنجليزية)
- ستيف دورف على موقع ميوزك برينز (الإنجليزية)
- ستيف دورف على موقع أول ميوزيك (الإنجليزية)
- ستيف دورف على موقع ديسكوغز (الإنجليزية)
- ستيف دورف على موقع قاعدة بيانات الفيلم (الإنجليزية)